# Organdi

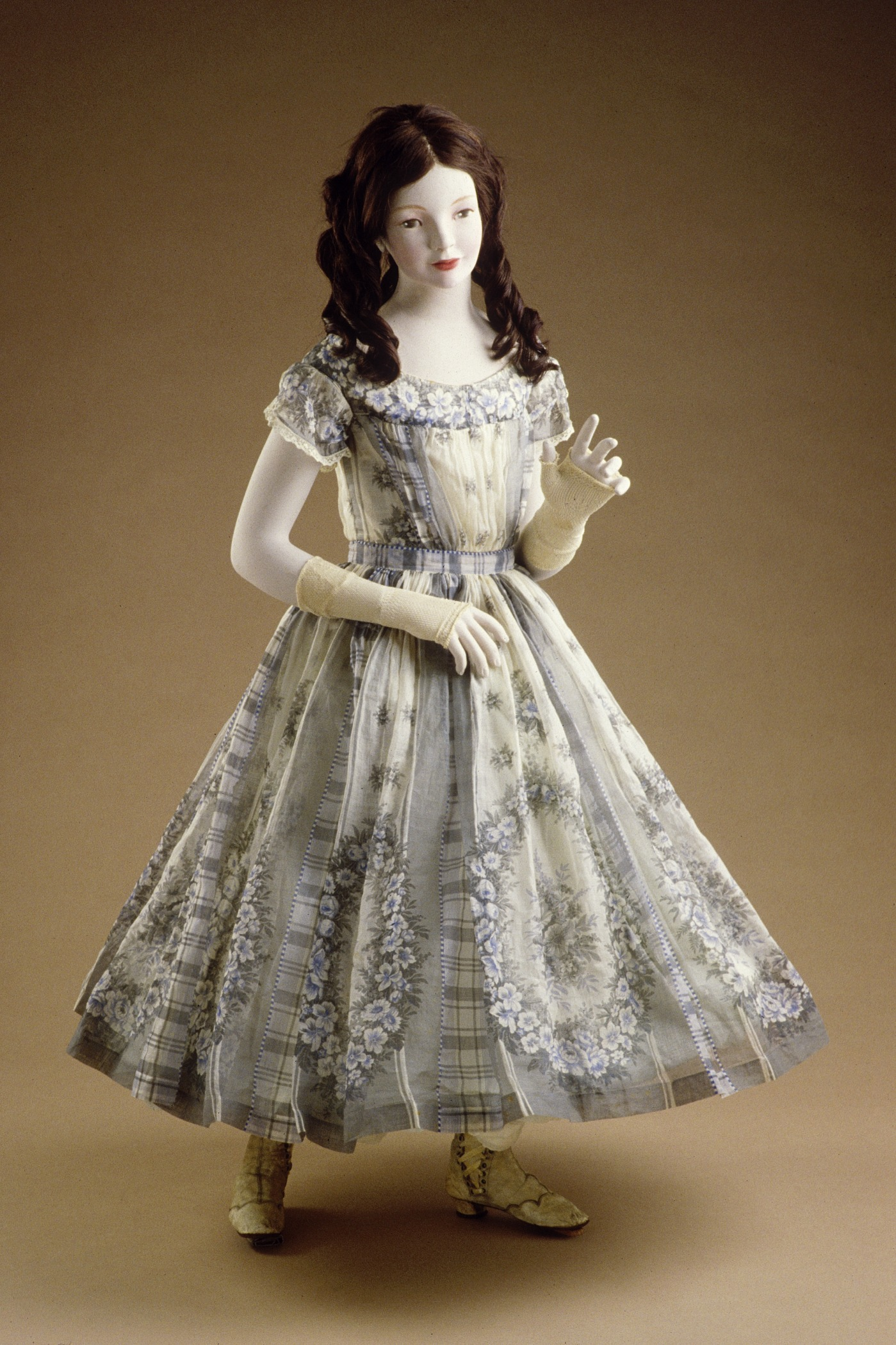
Vestidos femininos no Museu de Arte do Condado de Los Angeles, Organdi

Organdi, do francês organdi, é a designação de um tecido originário de Urganje, região do antigo Turquistão, famosa na Idade Média por seu mercado de seda. Na língua portuguesa, passou a denominar uma espécie de musselina, um tecido transparente, mais consistente que a seda, mas igualmente leve, e com um preparo especial, um acabamento engomado que lhe confere uma certa consistência.
O musseline é purgado para retirar toda a goma, e somente depois é tingido ao passo que o organdi perde na purga somente 10% da goma (tinto em cru), daí se explica o toque engomado.
Este tipo de tecido é referido na cantiga de Paulo de Carvalho, "A Nini dos Meus 15 anos", na crônica poética de Manuel Bandeira, "Tragédia brasileira", escrita em 1933, no livro de João Ubaldo Ribeiro, "A Casa dos Budas Ditosos"; no samba de Noel Rosa, "Cem Mil Réis", na música "Camisola do dia", de Herivelto Martins e David Nasser, e é título do poema homônimo de Edimilson de Almeida Pereira, na coletânea "Veludo Azul" (Edições Macondo, 2018).